# Церковь Спаса на Городу
Церковь Спаса на Городу (Спасо-Нагородская церковь, церковь Происхождения Честных Древ Креста Господня, что на Городу) — приходской православный храм в историческом центре Ярославля. Один из лучших образцов ярославского храмового зодчества XVII века. Относится к Ярославскому центральному городскому благочинию Ярославской епархии Русской православной церкви.

## История
О времени основания церкви Спаса на Городу сведений не сохранилось. Известно, что она существовала уже в 1-й половине XIII века при ярославских князьях Василии и Константине, которые пожертвовали в храм пустошь Говорово, под селом Пажей. Это владение, подтверждавшееся грамотами царей Михаила Федоровича (1631) и Алексея Михайловича (1646), числилось за церковью до 1917 года.
Свое наименование на Городу Спасский храм получил от местонахождения — в Земляном городе, на краю городской рыночной площади — общественного и делового центра Ярославля до перестройки города в 1778 году.
В «великий пожар» 1658 года церковь сгорела. В 1672 году на её месте на средства ярославского купца Игнатия Кислова построен каменный храм с северным приделом «что под башнею». Он возведён по образцу церкви Иоанна Златоуста в Коровниках, но с учётом местных особенностей. Главный престол храма был освящён в честь праздника Происхождения честных древ Креста Господня.
С 12 июня по 2 августа 1693 года интерьер храма был расписан фресками. Стенописть была выполнена двадцатью двумя ярославскими мастерами во главе с ведущими знаменщиками Лаврентием Севастьяновым и Фёдором Фёдоровым. В 1694 году на средства другого местного купца, Ивана Кемского, был возведён тёплый южный придел. Туда был перенесён престол во имя Святителя Николая, а северный придел переосвятили во имя архидиакона Стефана. В том же году пролёты северной открытой галереи были заделаны и заменены окнами с пышными наличниками.
В 1807 году кирпичные полы храма перестелили на чугунные, а в 1816 году позакомарное перекрытие храма заменено на четырёхскатное с железной кровлей.
В 1831 году храм был значительно перестроен. Южный придел «переправлен снаружи и покрыт железной кровлей с куполом и сходами, а внутри сделан накатный потолок и поставлен новый иконостас». У западной галереи разобрали крыльцо и часть стены, вместо них пристроили большой притвор в стиле классицизма с двумя входами. Церковь была заново освящена. В 1858 году стенопись храма была обновлена, а в тёплом Никольском приделе почти полностью выполнена вновь масляными красками (поздняя запись была снята в ходе реставрации начала XXI века).
В 1918 году храм значительно пострадал в результате артиллерийского обстрела города красными интернациональными отрядами. Шатёр над северным приделом был разрушен на одну треть своей высоты. Внутри шеи главы колокольни разорвался снаряд. Сильно повреждены главы главного храма. Стены южного придела имели большие сквозные пробоины. В 1919—1920 и 1925—1926 годах проведены ремонтные и реставрационные работы, которые проводились за счёт средств общины верующих, то есть на добровольных пожертвования прихожан.
В конце 1926 года приход закрыт, а здание церкви передано в ведение местного краеведческого музея. В 1930 году были сняты кресты над главами. 20 марта 1935 года постановлением Президиума ВЦИКа здание храма поставлено на государственную охрану. В 1936 году арендатором церкви стало областное отделение Союзутиля, которое использовало её в качестве складских помещений для утиля, а с 1939 года она арендована Яроблторгом и продолжала служить складом для различных товаров. В храме был полностью уничтожен иконостас, сильно повреждены фрески. В 1960-х годах церковь передана в ведение областного управления культуры. С тех пор и до начала 1990-х годов здесь находился книжный склад.
В 1978—1981 годах храм был отреставрирован силами Ярославской реставрационной мастерской. Полностью восстановлены фасады главного объёма, северного придела и колокольни. Водружены золочёные кресты. Ликвидированы наиболее опасные трещины и выбоины. В 1991—1993 годах проведены повторные ремонтно-восстановительные работы.

## Современное состояние
В июле 2003 года храм передан Ярославской епархии. Настоятель (с 2004 года) — иеромонах Сергий (Барабанов), исполняющий послушание первого проректора Ярославской духовной семинарии.

## Архитектура
Планировка Спасо-Нагородской церкви типична для ярославских церквей XVII века. Основной храм — кубического типа, четырехстолпный, без подклета, замыкающийся тремя невысокими апсидами главного алтаря и увенчанный пятью луковичными главами на вытянутых световых барабанах. С трёх сторон четверик окружён крытой галереей, с обеих сторон завершённой приделами с разновеликими алтарными апсидами. Северный шатровый башенный придел возведён в одно время с храмом. Южный купольный придел перестроен в XIX веке. К западной галерее пристроен притвор XIX века в стиле классицизма. Над западным углом галереи возведена шатровая колокольня.
Особенностью храма является то, что его главным и более нарядным фасадом является не традиционно западный, а северный, в связи с тем, что он был обращён к городу, а с юго-западной стороны почти вплотную к храму проходила крепостная стена.

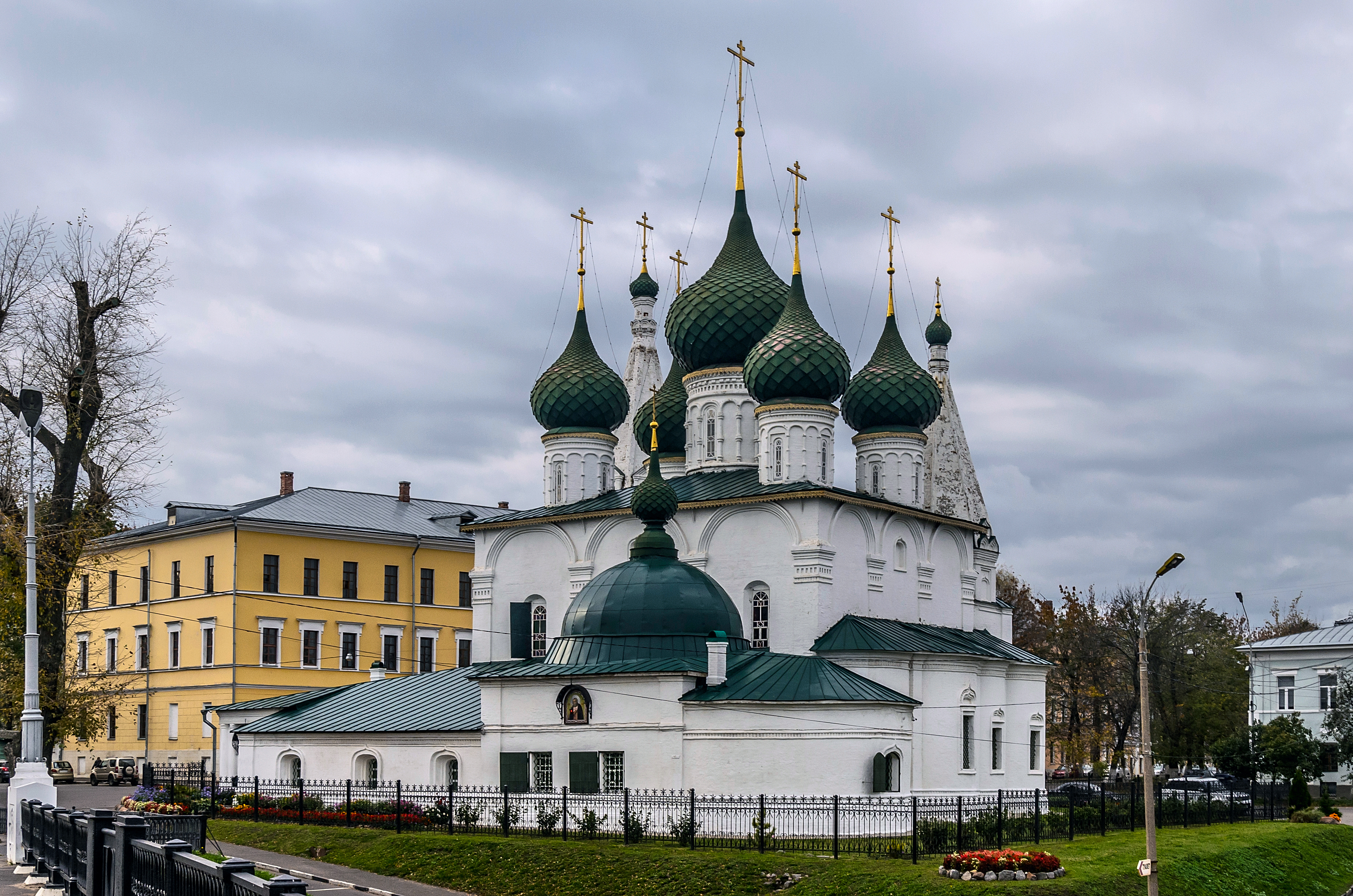
Вид с юго-востока, 2015 год
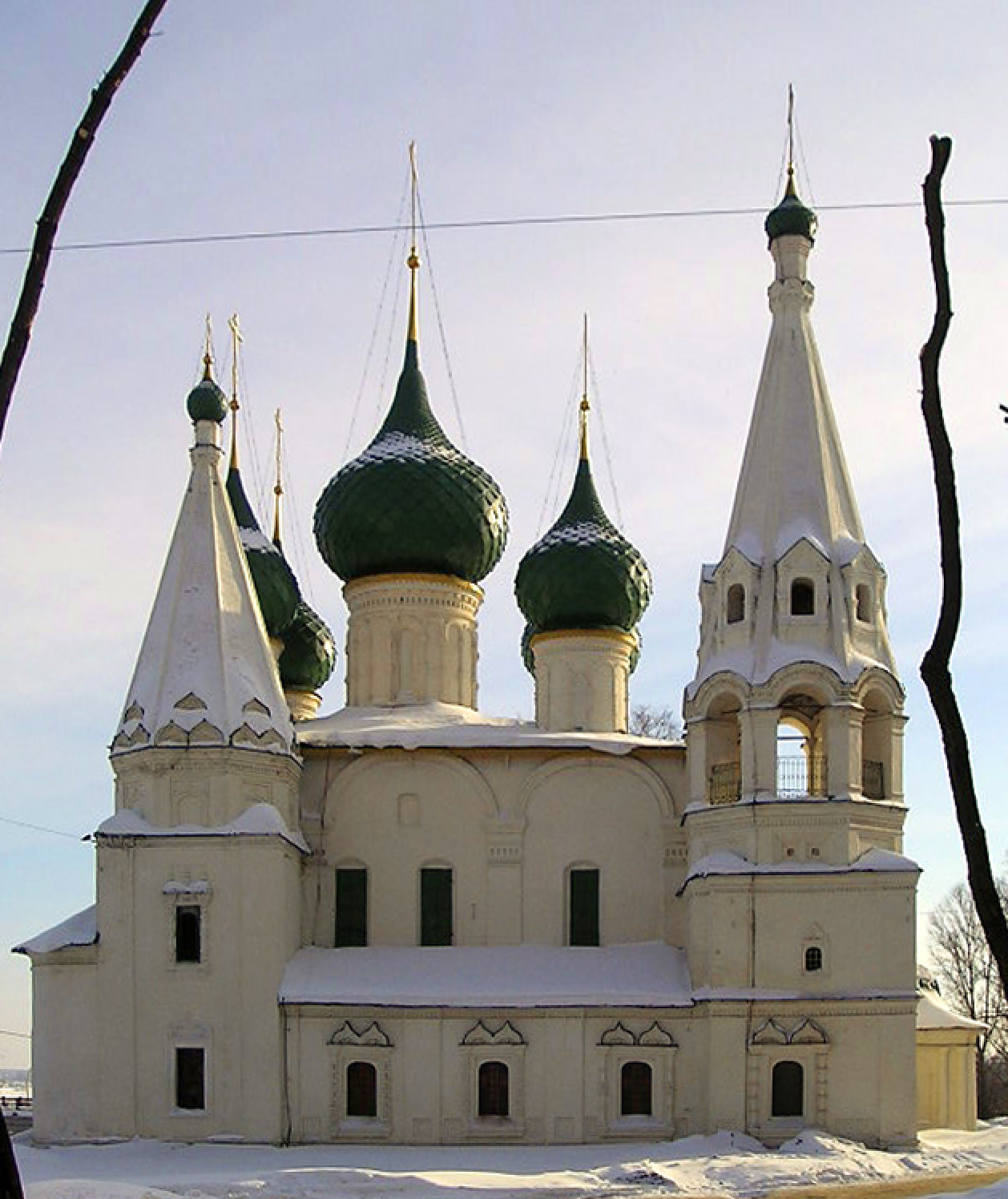
Вид с севера, 2005 год
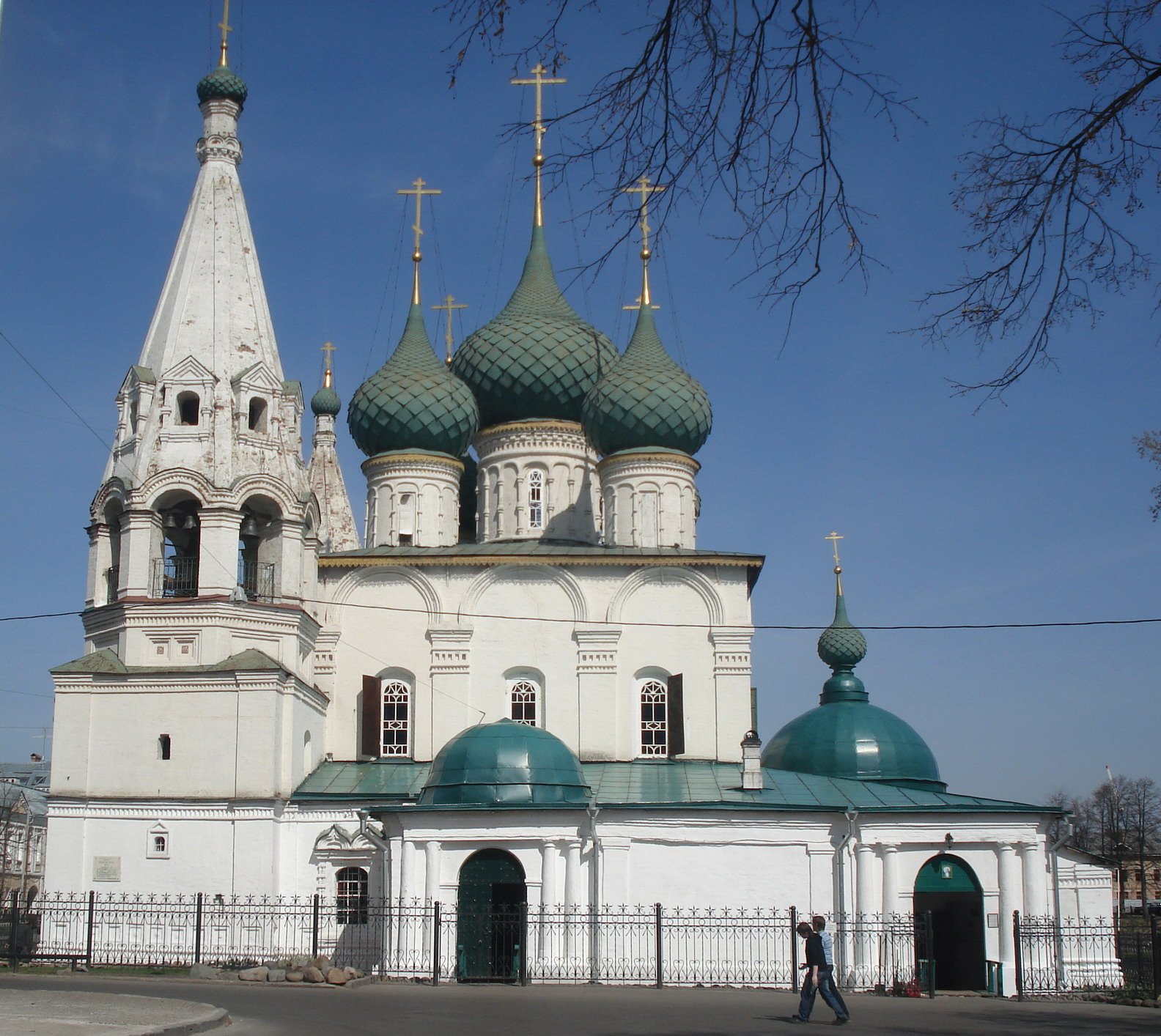
Вид с запада, 2007 год
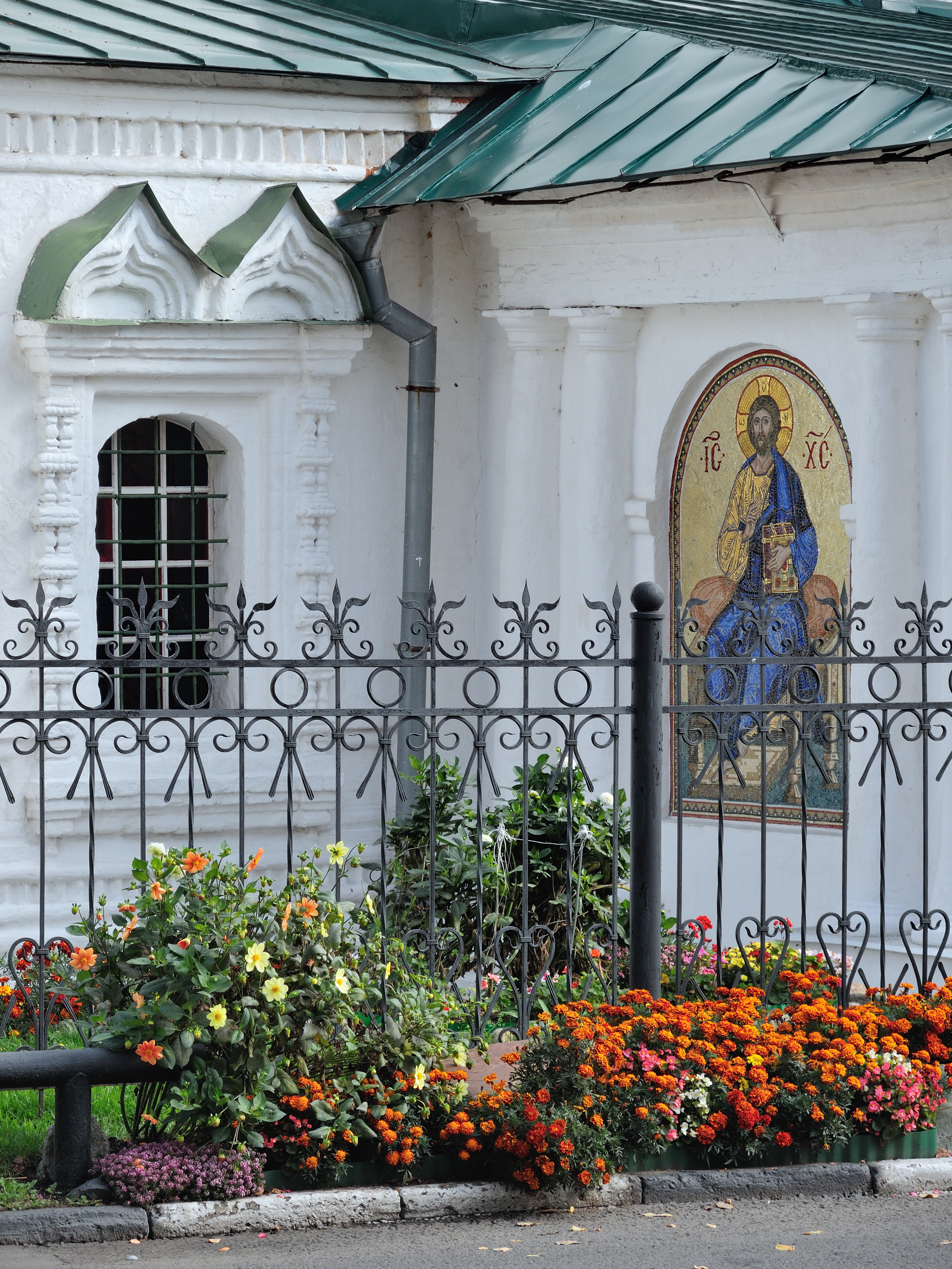
Сочетание русской и классицистической архитектуры